# ناتالیا لیویتسکا-خوودنا
ناتالیا لیویتسکا-خوودنا (انگلیسی: Natalia Liwycka-Chołodna; ۱۵ ژوئن ۱۹۰۲ – ۲۸ آوریل ۲۰۰۵) نویسنده، شاعر، و مترجم اهل امپراتوری روسیه بود.